# توفارا
توفارا (به ایتالیایی: Tufara) یک کومونه در ایتالیا است که در استان کامپوباسو واقع شده‌است.

## خصوصیات
توفارا ۳۵٫۲ کیلومترمربع مساحت و ۱٬۰۷۱ نفر جمعیت دارد و ۴۲۰ متر بالاتر از سطح دریا واقع شده‌است.